# 維基百科堇菜
維基百科堇菜（學名：Viola wikipedia）是一種堇菜屬開花植物，於2019年由約翰·M·華生（John M. Watson）及安娜·R·弗洛雷斯（Ana R. (Anita) Flores）夫婦發表，並以維基百科之名作為種小名。
維基百科堇菜為智利聖地亞哥首都大區的特有種，僅知該物種於1855年1月首次採集，並於1857年由魯道夫·阿曼多·菲利普描述為的異物同名種。